# Romanzo sentimentale (film)
Romanzo sentimentale (Romance sentimentale) è un cortometraggio del 1930 diretto da Sergej Michajlovič Ėjzenštejn.